# Nepinnotheres sanqueri
Nepinnotheres sanqueri is een krabbensoort uit de familie van de Pinnotheridae. De wetenschappelijke naam van de soort is voor het eerst geldig gepubliceerd in 1993 door Manning.